# Caloptilia packardella
Caloptilia packardella là một loài bướm đêm thuộc họ Gracillariidae. Nó được tìm thấy ở Québec và Hoa Kỳ (bao gồm Kentucky, New Jersey, New York, Maine, Vermont và Illinois).
Sải cánh dài khoảng 11 mm. Có ít nhất 2 đợt trưởng thành một năm ở Illinois.
Ấu trùng ăn các loài Acer, bao gồm Acer platanoides, Acer saccharum và Acer saccharinum. Chúng ăn lá nơi chúng làm tổ.